# Wolfslohe
Wolfslohe (oberfränkisch: Wolfloa)  ist ein Gemeindeteil der Stadt Pegnitz im Landkreis Bayreuth (Oberfranken, Bayern). Wolfslohe liegt in der Gemarkung Buchau.

## Geografie
Der Weiler liegt in einer Waldlichtung an der Fichtenohe und am Wolfslohbach, der beim Ort als linker Zufluss in die Fichtenohe mündet. Ein Anliegerweg führt 100 Meter westlich zur Kreisstraße BT 23, die nach Leups (2,2 km nordwestlich) bzw. nach Buchau zur Bundesstraße 2 führt (2,4 km südlich).

## Geschichte
Der Ort wurde 1421 als „Wolfsloch“ erstmals urkundlich erwähnt. Der ursprüngliche Flurname bezeichnete eine sumpfige Stelle, die von Wölfen aufgesucht wurde. In Wolfslohe bestand im 15. und 16. Jahrhundert ein Eisenhammer, der vom Wasser des Brunnbachs betrieben wurde. 1526 war der Hammer im Besitz der Familie Zazer. Der Flurname Hammerleite weist heute noch auf das abgegangene Eisenwerk hin.
In der Fraisch unterstand Wolfslohe dem brandenburg-bayreuthischen Verwalteramt Lindenhardt, das Teil des Oberamtes Pegnitz war. Von 1791/92 bis 1810 waren das preußische Justiz- und Kammeramt Pegnitz die übergeordneten Institutionen. Danach kam die gesamte Region an das Königreich Bayern.
Mit dem Gemeindeedikt (frühes 19. Jahrhundert) wurde Wolfslohe dem Steuerdistrikt Buchau und der Ruralgemeinde Buchau zugewiesen. Im Rahmen der Gebietsreform in Bayern wurde Wolfslohe am 1. Juli 1972 in die Stadt Pegnitz eingegliedert.

## Ehemaliges Baudenkmal
- Haus Nr. 5: Ehemaliger Ansitz